# Leonid Kravchuk
Leonid Makárovych Kravchuk (en ucraniano: Леонід Макарович Кравчук) (Velyky Zhytyn, Unión Soviética; 10 de enero de 1934 - Múnich, Alemania; 10 de mayo de 2022) fue un político ucraniano. Miembro del Partido Comunista y presidente del Sóviet Supremo (por lo tanto, jefe de Estado de la república) entre 1990 y 1991. Fue uno de los firmantes del Tratado de Belavezha que determinó la disolución de la URSS en 1991. Fue el primer Presidente de Ucrania entre 1991 y 1994. Ese año, se celebraron unas elecciones presidenciales adelantadas, en las que fue derrotado por Leonid Kuchma.
Su credo político consiste en evitar conflictos y ser directo al declarar su posición. Es considerado ampliamente hábil, cauteloso y diplomático. Este tipo de diplomacia le permitió a Kravchuk mantener su poder y fuerza sobre Ucrania durante la transición hacia la independencia. Antes del colapso de la Unión Soviética, se encontraba en el 3.er lugar de la jerarquía ucraniana del Partido, a pesar de no ser miembro del grupo gobernante de Dnipropetrovsk. Durante su mandato, evadió posturas inflexibles hacia el cambio democrático, y fue una figura que buscó el compromiso de ambos partidos Liberales y Conservadores. Esto lo lleva a ser considerado el verdadero arquitecto de la independencia ucraniana.
Tras convertirse en presidente de una Ucrania libre, Kravchuk intentó con relativo éxito fortalecer la soberanía del país y desarrollar sus relaciones con Occidente. Resistió presiones enormes por parte de la Federación de Rusia y rechazó propuestas para la creación de una Fuerza Armada y Unión Monetaria de la Comunidad de Estados Independientes. Otro de sus logros es la erradicación de armas nucleares del suelo ucraniano.
Durante la presidencia de Kravchuk, el PIB del país cayó un 56 %,[cita requerida] el doble que durante la Gran Depresión en los Estados Unidos. La hiperinflación del rublo en los primeros años desorbitada, llegando a gastar millones de karbóvanets simplemente para ir a comprar comida. Ucrania logró eludir los conflictos militares que estallaron en otras repúblicas postsoviéticas, pero no supo aprovechar las oportunidades que le ofreció el colapso de la Unión Soviética debido a la falta de preparación de las nuevas élites políticas, entre otros muchos factores.

## Biografía
Nació en Velyky Zhytyn (ahora óblast de Rivne), que era parte de la Segunda República Polaca al tiempo de su nacimiento, el 10 de enero de 1934, pero el territorio fue anexado por la Unión Soviética a la RSS de Ucrania tras la Segunda Guerra Mundial. Estudió en la Universidad de Kiev y se graduó en 1958.

## Trayectoria política
Kravchuk se unió al Partido Comunista de la RSS de Ucrania en 1958 y rápidamente escaló en el partido (especialmente en la sección de Agricultura y Propaganda). Llegó a ser miembro del Politburó ucraniano en 1989 y Presidente de la Sóviet Supremo en 1990. Con el debilitamiento de la Unión Soviética, Kravchuk se convirtió en el líder efectivo de Ucrania. Dejó el Partido Comunista de la Unión Soviética en agosto de 1991, y empezó a apoyar la causa independentista de Ucrania. Su apoyo total a la independencia llegó tras el fallido golpe de Estado contra Gorbachov, en agosto de 1991. Tras la Declaración de Soberanía Estatal de Ucrania, fue nombrado jefe de Estado interino hasta la celebración de elecciones presidenciales.

### Presidente de Ucrania: 1991-1994

#### Llegada al poder
El 1 de diciembre de 1991, poco más de tres semanas antes de la disolución formal de la Unión Soviética, se celebraron las primeras elecciones presidenciales de Ucrania que constituían, además, el segundo proceso electoral democrático en la historia ucraniana. Al mismo tiempo, se celebraba un referéndum para formalizar la independencia del país, que fue aprobado con el 92.30 % de los sufragios. Con una participación del 84 %, habiendo recibido más de 19 millones de votos (61.59 %), Kravchuk fue elegido primer Presidente de Ucrania para un mandato de cinco años, siendo formalmente juramentado el 5 de diciembre. Vitold Fokin fue nombrado Primer ministro por la Rada Suprema. El 21 de diciembre de 1991, participó en la firma del Tratado de Belavezha que condujo a la formación de la Comunidad de Estados Independientes. El nuevo gobierno no fue legitimado por el Gobierno de la República Popular Ucraniana en el exilio (antiguo estado ucraniano absorbido por la Unión Soviética en 1920), sino hasta varios meses después, el 22 de agosto de 1992, cuando Kravchuk recibió la sucesión de gobierno por parte del Presidente de Ucrania en el exilio, Mykola Plaviuk.

#### Gobierno

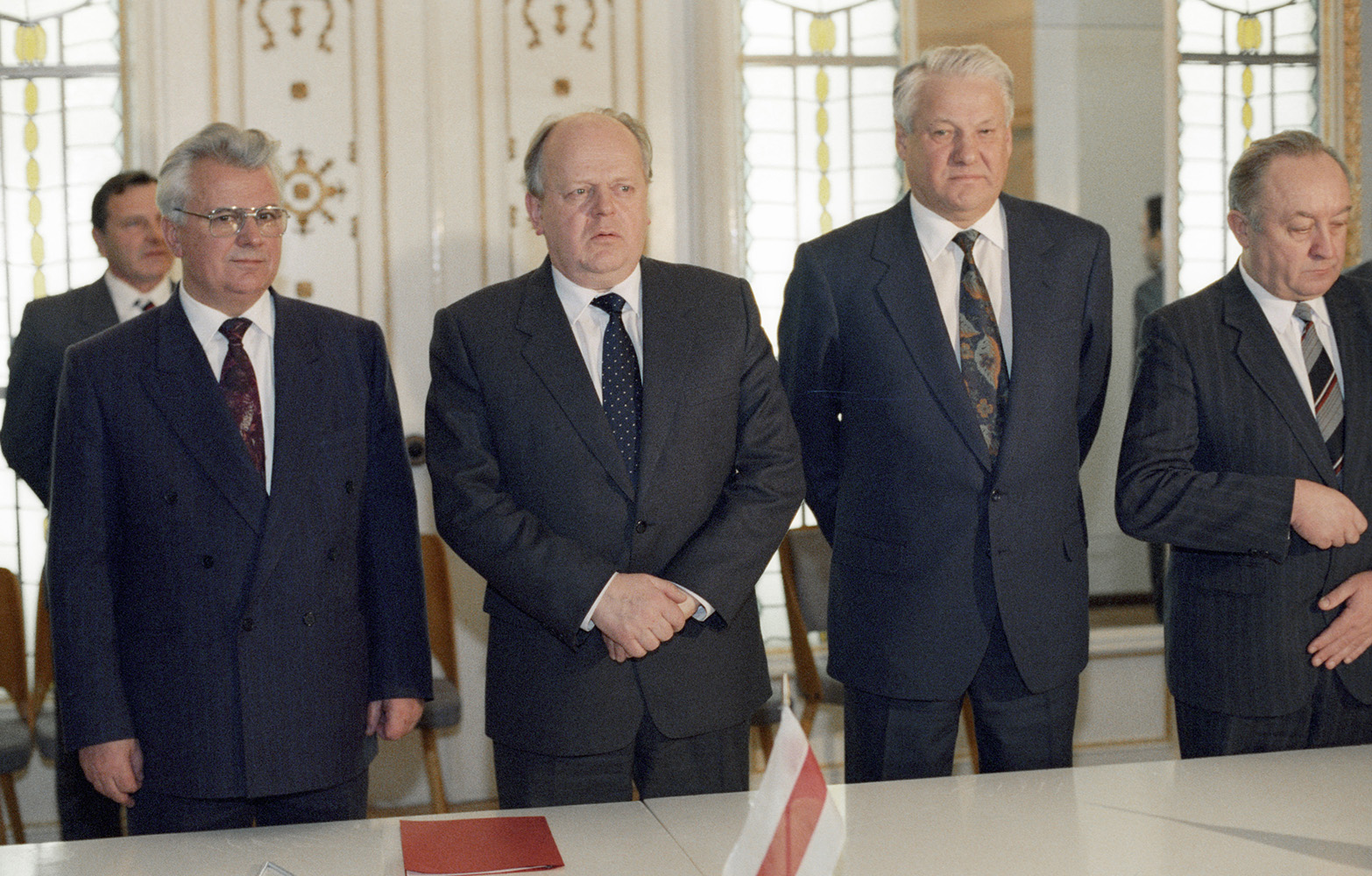
De izquierda a derecha, Kravchuk junto a Stanislav Shushkévich (Bielorrusia) y Borís Yeltsin (Rusia), después de firmar el Tratado de Belavezha que condujo al establecimiento de la Comunidad de Estados Independientes.

Tras la independencia de Ucrania, la administración de Kravchuk debió enfrentarse, entre otras cosas, a las fuertes dificultades económicas producto de la transición forzosa de una economía planificada a una de mercado. La economía ucraniana sufrió grandes caídas del producto, y en los dos años siguientes a la independencia los precios aumentaron. A principios de la década de 1990, el país se enfrentó a una hiperinflación (1.210% en 1992) debido a la falta de acceso a los mercados financieros y la expansión monetaria masiva para financiar el gasto público, mientras que la salida era muy decreciente. La disminución de la producción y la creciente inflación era algo muy común en las ex-repúblicas soviéticas, pero Ucrania fue una de las más afectadas. El Primer ministro de Kravchuk, Fokin, se oponía a las reformas radicales en pro de una economía de mercado, por lo que fue visto como culpable de la hiperinflación y, por presión del Presidente, la Rada Suprema y el descontento público, Fokin fue forzado a dimitir el 8 de octubre de 1992.
Por su iniciativa, Leonid Kuchma, un político que en ese momento era prácticamente desconocido, fue designado por la Rada Suprema como sucesor de Fokin en la jefatura del gobierno. Al momento de su nombramiento, el nuevo Primer ministro prometió reformas de libre mercado. Sin embargo, Kuchma presentó al Presidente su dimisión unos meses más tarde, a mediados de 1993, quejándose del ritmo lento de las reformas. Tras la renuncia de Kuchma, la inflación en Ucrania aumentó significativamente, al igual que el descontento popular. Poco antes de abandonar la presidencia, luego de que el cargo de Primer ministro lo ejerciera Yujym Zvyahilski por casi un año, Kravchuk designó a Vitaly Masol, el cual tenía imagen de ser "un defensor de la economía controlada por el Estado". Su nombramiento fue recibido con sorpresa y fue visto como una concesión preelectoral a los comunistas ucranianos que dominaban la Rada Suprema, de cara a las elecciones presidenciales previstas para ese año.
Kravchuk fue conocido por su postura a la entrega de las armas de destrucción masiva heredadas por su país tras la independencia de la Unión. Inicialmente, al inicio de su mandato, Kravchuk prometió que entregaría todas las armas nucleares en territorio ucraniano para su desmantelamiento una vez concretada la independencia. Sin embargo, para mayo de 1992, se notó un cierto retroceso por parte del gobierno ucraniano en la transferencia de armas nucleares a Rusia. Para finales de su mandato, en noviembre de 1993, Kravchuk declaró públicamente que las armas nucleares ucranianas eran consideradas por el estado como "riqueza material" y exigió un precio por la entrega de las mismas. Poco tiempo antes, Kravchuk supuestamente había recibido un telegrama de Borís Yeltsin en el que lo describía como un socio "poco confiable" y amenazaba con ejercer presión internacional sobre él. Con posterioridad, el Presidente estadounidense Bill Clinton se comprometió a mejorar las relaciones con Ucrania y aumentar su ayuda económica a $700 millones con el fin de que entregara el resto del arsenal nuclear.

#### Final de su mandato

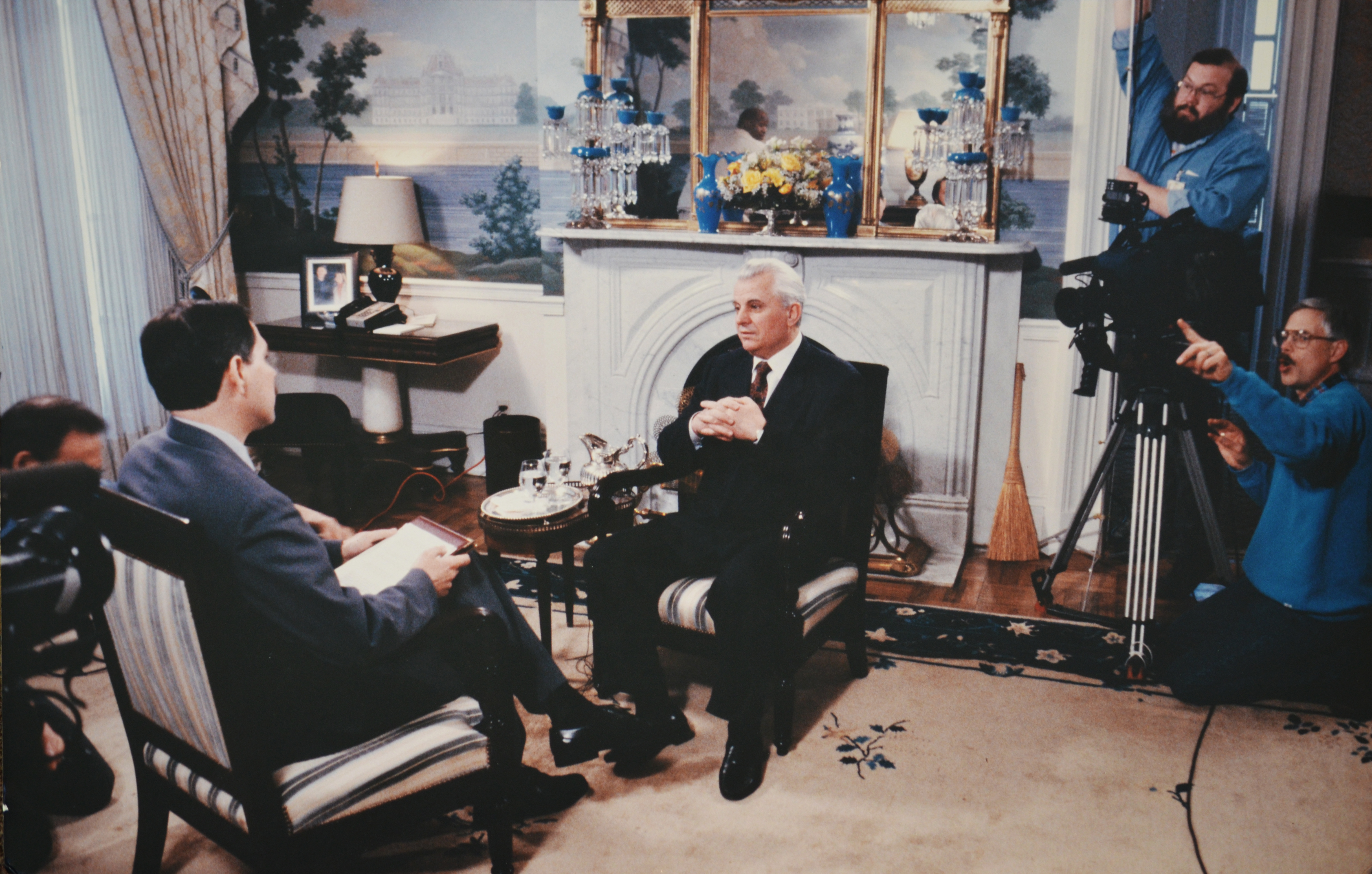
Kravchuk siendo entrevistado por Peter Fedynsky en marzo de 1994.

Su mandato inicialmente estaba destinado a finalizar en 1996. Pero debido a la frágil situación económica y política del país, y al enfrentamiento constante entre el presidente y el parlamento, el 17 de junio de 1993, la Rada Suprema decidió que se llevaría a cabo un referéndum el 26 de septiembre para determinar la permanencia del jefe de Estado en su cargo. Sin embargo, dos días antes el referéndum fue cancelado por un acuerdo entre Kravchuk y el parlamento. En su lugar, la Rada Suprema decidió adelantar las elecciones generales. Las parlamentarias serían adelantadas para el 27 de marzo de 1994, y las presidenciales para el 26 de junio. Inicialmente, en febrero, declaró que no intentaría presentarse a la reelección, debido a que no se consideraba listo para "defender la situación económica actual". Los sondeos y encuestas le daban un nivel de aprobación extremadamente bajo: solo un 11 % de los encuestados declaró tener confianza en el mandatario, y solo un 17 % dijo que votaría por él de nuevo. De todas formas, acabó presentándose para la reelección, teniendo a Leonid Kuchma, su antiguo Primer ministro, como principal contrincante.
A pesar del descenso de su popularidad, los resultados iniciales le declararon ganador en primera vuelta con el 38.4 % de los votos. Kuchma, por su parte, había logrado la segunda fuerza gracias a su apoyo en el Este del país (donde predominaba la minoría rusa). La mayoría de sus votos obtenidos venían del Oeste nacionalista, que lo veían como un estadista y garante de la soberanía ucraniana. Según la constitución, al no haber obtenido mayoría absoluta, debía enfrentar entonces una segunda vuelta contra Kuchma. Finalmente, fue derrotado en segunda vuelta por Kuchma, que obtuvo el 52.3 % de los sufragios. Entregó el poder a Kuchma el 19 de julio, habiendo completado poco más de la mitad de su mandato constitucional (dos años y siete meses de cinco años). Fueron las primeras elecciones presidenciales en la Comunidad de Estados Independientes, donde el jefe de Estado incumbente, con raíces basadas en el gobierno soviético, perdió una elección democrática y dejó el poder de manera pacífica y constitucional. Sin embargo, la elección dejó a la sociedad Ucraniana profundamente dividida entre el Oeste nacionalista y prooccidental, y el Este dominado por la minoría rusa.

## Pospresidencia

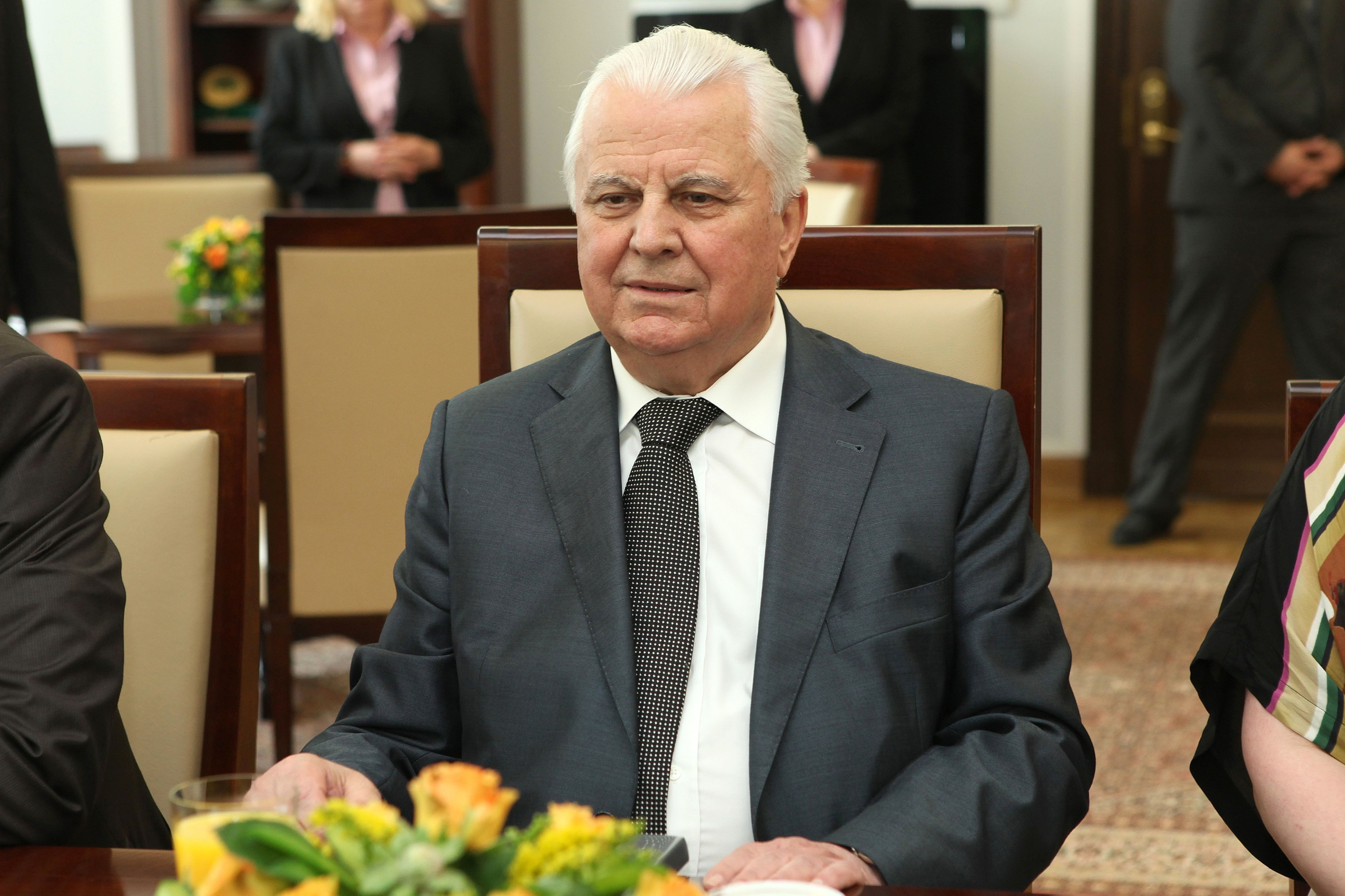
Kravchuk en 2013.

Se mantuvo activo en la política ucraniana, sirviendo como miembro de la Rada Suprema (Verjovna Rada) y el líder del grupo parlamentario SDPU (desde el 2002). Fue autor de varios libros, cuya temática es su carrera y política ucraniana (algunos traducidos ya al inglés). Estuvo casado con Antonina Myjáilivna, tiene 1 hijo (Oleksandr) y 3 nietos. Entre sus pasatiempos se encontraban la lectura y el ajedrez.
Falleció el 10 de mayo de 2022 a causa de una larga enfermedad a los 88 años de edad, justo una semana después que Stanislav Shushkévich.